# Vadnyugat
Vadnyugat (węg. Dziki Zachód) – trzeci album węgierskiego zespołu Exotic, wydany w 1990 roku przez Hungaroton-Favorit na MC i LP.

## Lista utworów

### Strona A
1. "Vadnyugat" (4:27)
2. "Olga" (3:33)
3. "Most robbanok szét" (3:28)
4. "A bánat a toronynak..." (3:57)
5. "Oh Baby" (3:59)
6. "Bányászdal" (2:19)

### Strona B
1. "A felkelő nap háza" (3:12)
2. "Itt élünk az erdőben" (4:03)
3. "Elveszett tegnapok" (4:16)
4. "Vonzó lány" (3:33)
5. "Te ébressz fel!" (3:07)

## Twórcy
- Tamás Sípos – wokal
- Gábor Vilmányi – gitara
- Zoltán Tabár – gitara basowa
- István Tabár – instrumenty klawiszowe
- István Csík – instrumenty perkusyjne
- György Demeter – wokal wspierający
- Ildikó Keresztes – wokal wspierający
- Csaba Bogdán – reżyser dźwięku
- Péter Rozgonyi – inżynier
- Zoltán Nagy – foto
- Tamás Péter – grafika